# Playa Arcadia
La playa Arcadia (también escrito: Arkadia, Arkadiya; en ucraniano: Пляж Аркадія; en ruso: Пляж Аркадия, Playazh Arkadiya) es una playa de Ucrania, la playa más famosa del país, que se localiza en aguas del mar Negro en la ciudad de Odesa. La playa lleva el nombre de un distrito montañoso en Grecia, que fue conocido como el hogar de los pobladores pastorales.
Los fundadores de Odesa eligieron este nombre para el área con la esperanza de que ayudaría a hacerla un éxito como destino turístico. Funcionó, en la actualidad Arcadia es la playa más popular, un centro de salud, y centro nocturno de verano en Odesa. Sus discotecas están abiertas de mayo a septiembre, y representan la parte más importante de la vida nocturna de Odessa durante ese tiempo.